# رسس
رُسِـس (به اسپانیایی: Roses, Girona) یک شهرستان در اسپانیا است که در استان خرنا واقع شده‌است.

## خصوصیات
رُسِـس ۴۵٫۹۱ کیلومترمربع مساحت و ۲۰٬۱۹۷ نفر جمعیت دارد و ۵ متر بالاتر از سطح دریا واقع شده‌است.